# Erdei bülbül
Az erdei bülbül (Arizelocichla tephrolaemus) a verébalakúak (Passeriformes) rendjébe, ezen belül a bülbülfélék (Pycnonotidae) családjába és az Arizelocichla nembe tartozó faj. 18 centiméter hosszú. Egyenlítői-Guinea, Kamerun és Nigéria hegyvidéki nedves erdőiben él. Gyümölcsökkel és rovarokkal táplálkozik.

## Alfajai
- A. t. tephrolaemus (G. R. Gray, 1862) – délkelet-Nigéria, nyugat-Kamerun;
- A. t. bamendae (Bannerman, 1923) – délnyugat-Kamerun, Egyenlítői-Guinea (Bioko).

## Fordítás
- Ez a szócikk részben vagy egészben  a   Western greenbul című angol Wikipédia-szócikk fordításán alapul.  Az eredeti cikk szerkesztőit annak laptörténete sorolja fel. Ez a jelzés csupán a megfogalmazás eredetét és a szerzői jogokat jelzi, nem szolgál a cikkben szereplő információk forrásmegjelöléseként.